# Lista de escolas de samba e blocos carnavalescos do Rio de Janeiro
Subdivisão do anexo Lista de escolas de samba e blocos carnavalescos do estado do Rio de Janeiro

## Escolas de samba 2026

### Primeira Divisão-Grupo Especial
Sambódromo (Globo)
1. Acadêmicos de Niterói
2. Imperatriz Leopoldinense
3. Portela
4. Estação Primeira de Mangueira

1. Mocidade Independente de Padre Miguel
2. Beija-Flor de Nilópolis
3. Unidos do Viradouro
4. Unidos da Tijuca

1. Paraíso do Tuiuti
2. Unidos de Vila Isabel
3. Acadêmicos do Grande Rio
4. Acadêmicos do Salgueiro

### Segunda Divisão-Série Ouro
Sambódromo (Band)
1. Unidos do Jacarezinho
2. Inocentes de Belford Roxo
3. União do Parque Acari
4. Unidos de Bangu
5. Unidos de Padre Miguel
6. União da Ilha do Governador
7. Acadêmicos de Vigário Geral

1. Botafogo Samba Clube
2. Em Cima da Hora
3. Arranco
4. Império Serrano
5. Estácio de Sá
6. União de Maricá
7. Unidos do Porto da Pedra
8. Unidos da Ponte

### Terceira Divisão-Série Prata
Intendente Magalhães
1. Mocidade Unida do Santa Marta
2. Arrastão de Cascadura
3. Tubarão de Mesquita
4. Renascer de Jacarepaguá
5. União do Parque Curicica
6. Independente da Praça da Bandeira
7. Chatuba de Mesquita
8. Vizinha Faladeira
9. Unidos de Lucas
10. Independentes de Olaria
11. Tradição
12. Lins Imperial
13. União de Jacarepaguá
14. Acadêmicos do Cubango

1. Império da Tijuca
2. Fla Manguaça
3. Feitiço Carioca
4. Siri de Ramos
5. Acadêmicos da Abolição
6. Império de Nova Iguaçu
7. São Clemente
8. Acadêmicos do Dendê
9. Unidos da Vila Santa Tereza
10. Acadêmicos da Rocinha
11. Acadêmicos de Santa Cruz
12. Acadêmicos do Engenho da Rainha
13. Alegria do Vilar
14. Leão de Nova Iguaçu
15. Império da Uva

### Quarta Divisão-Série Bronze
Intendente Magalhães
1. Concentra Imperial
2. Acadêmicos do Recreio
3. Rosa de Ouro
4. Império de Brás de Pina
5. Sereno de Campo Grande
6. Leão de Quintino
7. Flor da Mina do Andaraí
8. Unidos de Cosmos
9. União Cruzmaltina
10. Alegria de Copacabana

1. Caprichosos de Pilares
2. Unidos da Villa Rica
3. Boi da Ilha do Governador
4. Imperadores Rubro-Negros
5. Unidos do Cabuçu
6. Unidos da Vila Kennedy
7. Acadêmicos do Peixe
8. Novo Império
9. Mocidade de Vicente de Carvalho
10. Unidos da Barra da Tijuca

### Quinta Divisão-Grupo de Avaliação
Intendente Magalhães
1. Raça Rubro-Negra
2. Bangay
3. Arame de Ricardo
4. Império Ricardense
5. Gato de Bonsucesso
6. Acadêmicos de Jacarepaguá
7. Coroado de Jacarepaguá
8. Mocidade Unida da Cidade de Deus
9. Império da Resistência
10. Unidos do Valqueire
11. Unidos de Manguinhos
12. Difícil É o Nome
13. Mocidade Independente de Inhaúma

### Escolas de Samba Mirins
Sambódromo
- Ainda Existem Crianças na Vila Kennedy[1]

- Aprendizes do Salgueiro
- Corações Unidos do Ciep
- Estrelinha da Mocidade
- Filhos da Águia
- Golfinhos do Rio de Janeiro
- Herdeiros da Vila
- Império do Futuro[1]
- Infantes do Lins
- Inocentes da Caprichosos
- Mangueira do Amanhã
- Mel do Futuro
- Miúda da Cabuçu
- Nova Geração do Estácio
- Pimpolhos da Grande Rio
- Petizes da Penha
- Tijuquinha do Borel
- Virando Esperança

## Blocos de enredo 2026

### Primeira Divisão-Grupo I
Intendente Magalhães
- Renascer de Vaz Lobo
- Vai Barrar? Nunca!
- Bloco do Barriga
- Unidos do Alto da Boa Vista
- Império do Gramacho
- Cometas do Bispo
- União da Ponte
- Unidos do Bandeirantes
- Novo Horizonte
- Birita, Mas Não Cai

### Segunda Divisão-Grupo II
Avenida Chile
- Independente de Nova América
- Raízes da Tijuca
- Resistentes da Lapa
- Mocidade Unida do Manguariba
- Amigos do Tinguá
- Canários das Laranjeiras
- Mocidade Unida da Mineira
- Bloco do China

### Sambúrbio
Quintino Bocaiuva
- Vem Mamar
- Guerreiros de Jacarepaguá
- Quem For Corno Me Acompanhe
- Associação do Caps Clarice Lispector
- Tô na Merda
- Bola Club
- Flor de Iguaçu
- Alegria de Quintino
- Arraiá da Manga Rosa
- Banda dos Emotivos

## Blocos de embalo
- Bafo da Onça[2]
- Bangalafumenga
- Banda de Ipanema[3]
- Barbas[4]
- Bloco da Preta[5]
- Boêmios de Irajá
- Cacique de Ramos[6]
- Cardosão de Laranjeiras[7]
- Carmelitas[8]
- Cordão do Bola Preta[9]
- Empolga às 9
- Escravos da Mauá[10]
- Fogo e Paixão [11]
- Imaginô? Agora Amassa![12]
- Imprensa que eu Gamo[13]
- Monobloco[14]
- Mulheres de Chico[15]
- Nem Muda Nem Sai de Cima[16]
- Quizomba
- Sargento Pimenta[17]
- Simpatia é Quase Amor[18]
- Suvaco do Cristo[19]
- Timoneiros da Viola[20]
- Urubuzada[21]

## Entidades carnavalescas extintas ou suspensas
- A Majestade do Samba
- Academia Niterói de Samba
- Acadêmicos da Barra da Tijuca
- Acadêmicos da Diversidade
- Acadêmicos da Gávea
- Acadêmicos da Pedra Branca
- Acadêmicos de Belford Roxo
- Acadêmicos de Bento Ribeiro
- Acadêmicos de Bonsucesso
- Acadêmicos de Madureira
- Acadêmicos de Marechal Hermes
- Acadêmicos de Miguel Couto
- Acadêmicos de Nova Campinas
- Acadêmicos de Pilares
- Acadêmicos do Anil
- Acadêmicos do Cachambi
- Acadêmicos do Colégio
- Acadêmicos do Engenho de Dentro
- Acadêmicos do Sossego
- Alegria da Zona Sul
- Além do Horizonte
- Alunos da Penha Circular
- Amizade da Água Branca
- Aprendizes da Boca do Mato
- Aprendizes da Gávea
- Aprendizes de Copacabana
- Aprendizes de Lucas
- Arrastão de São João
- Arranco da Guarany de Piabetá
- Aventureiros da Matriz
- Azul e Branco
- Azul e Branco de Bonsucesso
- Azul e Branco do Salgueiro
- Baianinhas Brasileiras
- Balanço de Lucas
- Balanço do Irajá
- Boa União de Coelho da Rocha
- Boêmios de Inhaúma
- Boêmios de Vila Aliança
- Boêmios do Andaraí
- Bohêmios da Cinelândia
- Cada Ano Sai Melhor
- Camisa 10
- Campinho Imperial
- Canários das Laranjeiras
- Capricho da Praça Dois
- Capricho do Centenário
- Capricho do Engenho Novo
- Cartolinhas de Caxias
- Cém de Nilópolis
- Centenário de Nilópolis
- Cenáculo do Samba
- Chora na Rampa
- Colibri
- Combinado do Amor
- Coração das Morenas
- Corações da Liberdade
- Coração de Éden
- Corações Unidos da Favela
- Corações Unidos de Jacarepaguá
- Corações Unidos do Amarelinho
- Corações Unidos do Favo de Acari
- Corações Unidos do Jardim Bangu
- De Mim Ninguém Se Lembra
- De Nós Ninguém Esquece
- Deixa Falar
- Deixa Malhar
- Delírio da Zona Oeste
- Depois eu Digo
- Depois Te Explico
- Diplomatas de Anchieta
- Dragões de Nilópolis
- É Assim Que Nós Queremos
- Embaixada Escola Amizade do Realengo
- Embaixadores da Paula Ramos
- Embaixadores de São João de Meriti
- Embalo Carioca
- Embalo do Catete
- Embalo do Engenho Novo
- Em Cima da Hora do Catumbi
- É O Que Se Vê
- Escalão de Tupã
- Esperança do Amanhã
- Estrela da Tijuca
- Estrela de Ouro
- Falcão Dourado
- Fale Quem Quiser
- Favo de Acari
- Filhos de Ninguém
- Filhos do Deserto
- Fiquei Firme
- Flor da Infância de Brás de Pina
- Flor da Primavera
- Flor da Vila Tiradentes
- Flor de Cabuís
- Flor do Jardim Primavera
- Flor do Lins
- Floresta do Andaraí
- Foliões de Botafogo
- Garras do Tigre
- Gaviões de Itaguaí
- Guerreiros Tricolores
- Grilo de Bangu
- Guardiões da Capadócia
- Guarani de Realengo
- Imperatriz Iguaçuana
- Imperial de Lucas
- Imperial de Nova Iguaçu
- Império da Colina
- Império da Leopoldina
- Império da Praça Seca
- Império da Rainha
- Império da Zona Norte
- Império da Zona Oeste
- Império de Bonsucesso
- Império de Campo Grande
- Império de Jacarepaguá
- Império de Petrópolis
- Império do Andaraí
- Império do Grotão
- Império do Marangá
- Império do Quitungo
- Império do Samba
- Império do Vale
- Império Rubro-Negro
- Independentes de Cordovil
- Independente de Mesquita
- Independentes da Serra
- Independentes de Realengo
- Independente de São João de Meriti
- Independentes de Turiaçu
- Independentes do Leblon
- Independentes do Rio
- Independentes do Zumbi
- Índios do Acaú
- Infantes da Piedade
- Inferno Verde
- Inimigos da Tristeza
- Inocentes do Guarani
- Inocentes do Jardim Metrópole
- Irmãos Unidos do Catete
- Lambe Copo
- Lira do Amor
- Luar de Prata
- Magnatas de Engenheiro Pedreira
- Manda Quem Pode
- Matriz de São João de Meriti
- Mensageiros da Paz
- Mimosos de Quintino
- Mocidade de Cachambi
- Mocidade de São Mateus
- Mocidade de um Paraíso
- Mocidade de Vasconcelos
- Mocidade do Cosme Velho
- Mocidade do Porto
- Mocidade Independente de Inhaúma
- Mocidade Louca de São Cristóvão
- Mocidade Unida de Marechal Hermes
- Mocidade Unida do Tinguá
- Na Hora é Que Se Vê
- Nação Insulana
- Nação Rubro-Negra
- Não É O Que Dizem
- Nós Não Somos Lá Essas Coisas
- Oba-Oba do Recreio
- Orgulho de Cordovil
- Papagaio Linguarudo
- Paraíso da Alvorada
- Paraíso da Floresta
- Paraíso da Mocidade
- Paraíso das Morenas
- Paraíso de Anchieta
- Paraíso de Santa Teresa
- Paraíso do Grotão
- Para o Ano Sai Melhor
- Passa Régua
- Paz e Amor
- Paz, Música e Alegria
- Periquito do Jardim América
- Pingo D'água
- Podia Ser Pior
- Prazer da Mocidade
- Prazer da Serrinha
- Príncipes da Floresta
- Quilombo
- Rainha das Pretas
- Recreio da Mocidade
- Recreio de Inhaúma
- Recreio de Ramos
- Recreio de Rocha Miranda
- Recreio de São Carlos
- Renascer de Nova Iguaçu
- Roda Quem Pode
- Sai Quem Pode
- Segunda Linha do Estácio
- Sem Você Vivo Bem
- Simpatia do Jardim Primavera
- Tigre de Bonsucesso
- Tradição Barreirense de Mesquita
- Tradição de Japeri
- Três Mosqueteiros
- Três Unidos do Lote XV
- Trovadores do Maracanã
- Tupiniquim da Penha Circular
- Tupy de Brás de Pina
- Turma da Paz de Madureira
- Última Hora
- União Barão da Gamboa
- União Cruzmaltina
- União da Mocidade
- União de Brás de Pina
- União de Cabuçu
- União de Campo Grande (antiga)
- União de Campo Grande
- União de Colégio
- União de Guaratiba
- União de Madureira
- União de Parada de Lucas
- União de Rocha Miranda
- União de Vaz Lobo
- União do Amor
- União do Catete
- União do Cruzeiro
- União do Jacarezinho
- União do Realengo
- União do Sampaio
- União do Sapê
- União do Uruguai
- União do Vilar Carioca
- União dos Casados
- União dos Regenerados
- União dos Topázios
- União Parada de Lucas
- União Primeira
- União Rio Minas
- Unidos da Babilônia
- Unidos da Barão de Petrópolis
- Unidos da Capela
- Unidos da Congonha
- Unidos da Favela
- Unidos da Lagoa
- Unidos da Laureano
- Unidos da Mocidade
- Unidos da Penha
- Unidos da Saúde
- Unidos da Tamarineira
- Unidos da Vila Nova
- Unidos da Vila São Luis
- Unidos da Zona Sul
- Unidos das Vargens
- Unidos de Brás de Pina
- Unidos de Campo Grande
- Unidos de Cavalcanti
- Unidos de Congonhas
- Unidos de Cordovil
- Unidos de Édson Passos
- Unidos de Mangueira
- Unidos de Nilópolis
- Unidos de Parada Angélica
- Unidos de Queimados
- Unidos de Riachuelo
- Unidos de Rocha Miranda
- Unidos de Santo Amaro
- Unidos de Santo Antônio
- Unidos de São Cristóvão
- Unidos de Terra Nova
- Unidos de Três Corações
- Unidos de Tomás Coelho
- Unidos de Tubiacanga
- Unidos de Turiaçu
- Unidos de Vilar dos Teles
- Unidos do Anil
- Unidos do Arapá
- Unidos do Barão
- Unidos do Cabral
- Unidos do Campinho
- Unidos do Castelo
- Unidos do Catete
- Unidos do Coqueiro
- Unidos do Éden
- Unidos do Engenho Velho
- Unidos do Grajaú
- Unidos do Gramacho
- Unidos do Humaitá
- Unidos do Indaiá
- Unidos do Irajá
- Unidos do Itambi
- Unidos do Jacaré
- Unidos do Jardim
- Unidos do Jardim do Amanhã
- Unidos do Leme
- Unidos do Marangá
- Unidos do Morro Azul
- Unidos do Outeiro
- Unidos do Pecado
- Unidos do Portugal-Brasil
- Unidos do Riachuelo
- Unidos do Salgueiro
- Unidos do Salgueiro
- Unidos do Tuiuti
- Unidos do Uraiti
- Unidos dos Arcos
- Unidos dos Telégrafos
- Universitária de Honório Gurgel
- Vai Como Pode
- Vai se Quiser
- Vitória de Bento Ribeiro
- Voz do Orion
- Zambear
- Zimbauê